# Ненадић
Ненадић je српско презиме.

## Порекло
Порекло презимена је вероватно из Источне Херцеговине, где се и данас може срести (у Гацку и околини). Презиме се среће у неколико области у којима живе Срби и није извесно да ли сви данашњи Ненадићи имају исти корен. 
Презиме је заступљено у Пљевљима (север Црне Горе), затим Ужицу, Ивањици и Ариљу у Србији, у Босанском Грахову и неким селима северне Далмације и Баније. Славе различите славе (нпр. св. Кузман и Дамјан, св. Ђорђе). Као последица колонизација након Другог светског рата, презиме је заступљено и широм Војводине, а као последица ранијих миграција и у другим већим градовима. Такође, постоје и Ненадићи католичке вероисповести, који се изјашњавају као Хрвати а највећи број њих се среће у средњој Босни. Интересантно је такође да на острву Крк у Кварнерском заливу постоји село Ненадић.

## Знамените личности
- Бајица Ненадић (Мехмед-паша Соколовић)
- Добрило Ненадић
- Боса Ненадић